# 詠春拳
詠春拳（えいしゅんけん、咏春拳、英:Wing Chun）は、広東省を中心に伝承されていた徒手武術を主とする中国武術。少林武術を祖とし、200年から300年の歴史があると考えられている。
手技に特徴があり、香港映画や、最近ではハリウッド映画などにもそのアクションの中で詠春拳の手技が見られることが多い。
ブルース・リーによって葉問派詠春拳が世界的に有名になってからは、世界各地に伝えられ最も多く練習される中国武術の一つになったが、ブルース・リー以前にも華僑によって東南アジア方面にも伝承されており、それぞれに独自のスタイルを形成している。

## 概要
一般的には短橋狭馬、すなわち腕を短く歩幅を小さく使う拳法とされており、拳術を中心技術として刀術と棍術とを含む。伝承された型によると、むしろ刀術を基礎として、それを徒手拳術に応用した部分も多く見受けられる。練習に人を象った木の人形（木人樁、もくじんとう、もくじんしょう）を使用する。
現在ほとんどの詠春拳の伝承には、小念頭、尋橋、標指、と呼ばれる3つの套路と、木人樁法、八斬刀や奪命雙刀と呼ばれる刀術、そして六點半棍、行者棒などと呼ばれる棍術が含まれるが、伝承によってはそれ以外の拳套や武器術も伝わっており、全てが短橋狭馬の技術というわけでもない。
古来より永春拳とも咏春拳とも呼ばれ、またこれまでに多くの分派が生じており、近年「咏春白鶴拳」や「紅船咏春拳」、「詠春拳」はそれぞれ別門派として扱われるようになっている。異なる点として、古いものほど洪家拳に近い趣があること、古い「咏春拳」には詠春三大手と呼ばれる基本手型が存在しないことなどがあり、他の南派少林拳発生との関連もあいまって、定義することは難しい。ただし「永春拳」と称していたものから「言」偏のついた「詠春拳」と称するようになったのは、詠春拳王と呼ばれた広東省佛山の武術家及び湯液家、梁贊より以降に限られており、この系統での套路（形）を、小念頭、尋橋、標指の三つに梁贊がまとめたからだと考えられる。これについては後から他門派の技法や形を取り入れている混合的な流儀も存在する。

## 詠春拳の歴史と伝説

### 南少林寺と起源
詠春拳の発祥には清朝に対するレジスタンスや、粤劇（広東オペラ）の発祥が関わっていると言われる。創始者とみなされている者としては、至善禅師、五枚尼姑、苗顕、厳詠春、方永春、張五（攤手五）などの名が残る。それ以降の伝承者の名称には粤劇における役名も多く、古伝の永春拳と粤劇はその創成期において歴史を共有していたと考えられる。これは古伝の永春拳が洪家拳と関連が深く、紅船戯班（粤劇の旅巡業の劇団、一座は船で移動していた）内で、散逸した南派少林拳の伝承を受け継ぐ為に技術交流が頻繁に行われていたからとみられている。

### 厳詠春から紅船戯班
詠春という名称については、中国の女性拳法家であったといわれる厳詠春という女性の名から取ったとされている。彼女は中国武術史上、最も強い女性拳法家「少林四侠女」の一人に数えられてきた。
厳詠春の父、厳二はある事件によってタイやミャンマー国境に程近い四川省の大涼山まで逃亡をし、そこで豆腐を売って生活をしていた。厳二は地元の少数民族から四川梅花拳（五枚尼姑伝の拳法）などの南派少林拳を学ぶ。厳詠春はそれらを父から学び改良したという。また厳詠春が鶴と蛇の闘争を元に創案にしたとする説もある（傍ら、厳詠春という名は当時の武侠小説に登場する主人公の名前であったという実在の人物を疑う意見もあるうえに諸説も存在する。たとえば古伝の永春拳の創始者の一人と伝わる五枚（五梅）尼姑が、四川省の大涼山に隠れそこで詠春拳を作ったという伝承や、至善禅師が南少林寺の「永春殿」で練習していたためという説など）。
佛山の茶葉商人であり後に厳詠春の夫となる梁博儔がそれを学び、そして更に古伝の永春拳は梁博儔の唯一の弟子である広東省佛山の商人、梁蘭桂へと受け継がれていった。梁蘭桂は粤劇をこよなく愛しており、佛山から粤劇の「紅船戯班」が旅巡業にやって来た折りに、そこの役者であった黄華寶と船員の梁二娣に永春拳を教えることとなった。激しい修行の末、黄華寶と梁二娣は古伝の永春拳を継承し、これ以後、古伝の永春拳は、広東省周辺の民間芸能である粤劇の興行一座であった「紅船戯班」の内部で伝承されてきたとされている。当時は職業として古伝の永春拳を対外的に教授する者も稀であったため、古伝の永春拳は門外不出の様相を示しており、武館を開設する慣習もなかった。

### 詠春拳王・梁贊
対外的に詠春拳を伝授するようになったのは、紅船戯班の黄華寶・梁二娣から四川梅花拳、蛇形洪拳、古伝の永春拳など各種南派少林拳を授かった「詠春拳王」と呼ばれた佛山の武術家、梁贊（1826～1901）からである。梁贊は広東省佛山の筷子街で「贊生堂」という名の漢方薬店及び診療所を生業として、佛山の人々から「佛山贊先生」と親しまれていた。この拳法が古伝の永春拳から言偏の付いた「詠春拳」と呼ばれるようになったのは、小念頭、尋橋、標指の三套路に制定したこの梁贊の頃であるが、梁贊自身は生涯、詠春拳の武館を構えることはなく、詠春拳を伝えたのは自分の息子と僅かな弟子だけであった。

### 職業武術家・ 陳華順
その中に陳華順（1849～1913）がおり、彼は贊生堂の向かいで両替商を営んでいたため別名を「找錢華」と呼ばれたが、その縁で詠春拳を学ぶこととなった。陳華順は身長も高く体格も大きい人で腕力自慢の人物であったという。陳華順は39歳の時（1888年）に梁贊の門下生となり、13年の修業期間を経て詠春拳の全伝を継承すると、両替商を辞めて、1901年には「杏濟堂」の名称で武館を開設し、詠春拳を教授することを生業とするようになった。歴史的に武館を構えて詠春拳を教授する職業武術家を生業としたのは、この陳華順からである。これ以後詠春拳は多くの弟子を輩出するに至った。陳華順の弟子の中でも、雷汝済は後の佛山派の祖となり、葉問は香港に渡り、葉問派の一代宗師となった。

### 葉問派宗師・葉問
葉問（1893～1972）は本名を葉継問といい、陳華順の最後の弟子にあたる。長い間弟子をとらず学ぶのみであったが、日中戦争に続く国内内戦、中華人民共和国樹立に至って香港へと渡った。そこで詠春拳を教え、葉問派詠春拳を香港において一大門派へと発展させた。著名な弟子を何人も輩出し、詠春四大王と呼ばれる梁相（標指王）、駱耀(尋橋王)、徐尚田(小念頭王)、黃淳樑(講手王)、甥にあたる盧文錦、葉準、葉正、ブルース・リー（李小龍）らが著名である。1968年には弟子らの協力により「詠春聯誼會（後の詠春體育會）」を設立。1972年12月1日逝去。享年79。

## 詠春各派

### 広州派詠春拳（蛇鶴詠春拳）
廣州詠春拳の伝説では、詠春拳に六點半棍という棍術を加えたのは古伝の詠春拳を梁蘭桂から継承した黄華寶で、詠春拳との交換教授という形で、陸錦（大花面錦）より南少林寺独特の棍術「六點半棍」を習得したとされている。広州派詠春拳はこのエピソードの中に登場する陸錦を祖とする。

### 佛山派詠春拳（彭南詠春拳）
佛山派詠春拳は葉問の兄弟子にあたる雷汝済が興した門派である。文化大革命による混乱の中、一旦伝承は途絶えたかに思われていたが、これを惜しんだ佛山の武術関係者が正統伝承者である彭南を捜し出した。以降は武術関係者の計らいもあって伝承が復興している。

### 古勞偏身詠春拳
齢70歳になって佛山の「贊生堂」を閉鎖した梁贊は故郷の古勞鎮に戻って隠棲生活を送った。梁贊が亡くなる75歳までに伝えた詠春拳を特に古勞偏身詠春拳と呼ぶ。

### 葉問派詠春拳
詠春拳のなかでも有名なスタイルの1つとして葉問派詠春拳がある。その極端にコンパクトで直截性を強調した動作は、古伝の詠春拳を意図的に整理、近代化したものであり、詠春拳の全体像から見れば独特なものであって、これが詠春拳の代表的スタイルというわけではない。更に葉問派詠春拳は實用詠春拳と伝統詠春拳に分類される。
葉問系詠春拳は中国伝統武術についてまわる陰陽、五行、八卦などの東洋哲学から脱却し、練習者に科学的論理性と徹底した理解を求める教授スタイルで知られ、合理的、実戦的であるのを特徴とする。また他の中国武術のような内功、外功といった概念を持たず、呼吸法も自然呼吸である。武術一般の内功にあたると思われる「内力」という概念もあるが、そのための特別な養成法があるわけではなく、正しく練習をしていけば長い間に自然と自覚されていくものとされている。ただし初級套路の小念頭に内功を養う効果があると指導する指導者もおり、小念頭には各種の意念を用いることや、集中力、自然呼吸を重視する点において立禅と共通する要求が多い。
目視に頼らず、むしろ接触感覚を重視するために、比較的スタイルの近い門派で必要とされる視力の訓練も存在しない。身体に負荷をかけたり、身体を打ち付けて鍛えるといった外功的な訓練も行なわず、力みを極端に嫌い、南方の拳法にある剛強なイメージからは外れた訓練体系であることで知られる。この「無駄なことをしない」という思想は、ジークンドーにも受け継がれている。
シンプルではあるが戦闘理論に関しては非常に厳密な理解と体現を要求されるため、実際には習得、体現の難しい武術である。そのため対人練習に非常に多くの時間を割き内部感覚を養成する。そして、世界的に広まったことにより、他の格闘技術などの影響を受けて改変、変容し、新たな一派が誕生するという傾向がある。内部感覚さえ身につけば自由に改変できるという考えから、香港の伝統的詠春拳といえど指導者や武館によっては指導内容に違いがあるのも特色のひとつとされる。
近年では、欧州に広く伝播した梁挺の門下生から新たに派生したものとしてEBMAS(Emin Boztepe Martial Arts System)や、イスラエルの軍隊格闘術であり徒手格闘の一部に詠春拳の技術を採用しているクラブ・マガも誕生している。現在も世界的な普及発展を続けているが、これは主に香港返還による人材の海外流出によるもの。また、葉問派詠春拳のイメージとしてブルース・リーに加え、ドニー・イェン主演の映画『イップ・マン 序章』や『イップ・マン 葉問』というのも広く知られるようになった。

### 實用詠春拳（詠春拳学）
葉問派詠春拳の中でもとりわけ黄淳樑による黄淳樑系詠春拳の事を指す。黄淳樑は葉問が実施した合理的な教授方法を更に発展させ、科学的詠春拳（Scientific Ving Tsun）を提唱し、自らの詠春拳に學の字を加え「詠春拳学」と称した。その詠春拳は實用（実戦という意）詠春拳（Ving Tsun）と呼ばれ、これに対比するのが伝統詠春拳（Wing Chun）である。一般的な葉問派詠春拳は伝統詠春拳に分類される。

### その他の詠春拳
中国本土では、刨花蓮詠春拳、紅船詠春拳、阮奇山詠春拳、岑能詠春拳、陳汝棉系詠春拳(花洪拳)、順徳詠春拳などの各派があり、他にも秘密主義を貫いて今も隠され続けている伝承も残っているというが、清朝末期の混乱→辛亥革命→日中内戦→共産革命→文化大革命の影響で、そのほとんどは失伝の危機に瀕している。
　他方、清朝末期以降、葉問以前に、列強の支配下にあった東南アジア地区に移住した華僑によって伝えられている詠春拳としては、フランスの植民地であったベトナムに移住した阮濟雲による越南詠春、また英領マレーシアでは、馬来西亜詠春、曹家詠春が現在でも継承されており、清朝末期の混乱、辛亥革命、国共内戦と、中国本土での中華人民共和国の成立、香港返還の影響や、第二次世界大戦後の東南アジア各国の独立と、各国の華僑の同化政策、融合等とにより、その伝承は多岐にわたっている。

## 詠春拳の技術

### 坐馬
広東系南派少林拳の基礎的な拳技の事。二字拑羊馬などの「馬」の事である。馬は単に立ち方を表すものではなく、馬の状態になる事を「坐馬」と呼び、特に広東系南派少林拳の修行開始時に於ける最重要技法である。北派少林拳では同様な技法に站樁がある。この技法は詠春拳独自のものではなく、洪家拳とも共通し、実際に二字拑羊馬は両拳に存在する。詠春拳は「坐馬」と言う技術的基盤の上に成立している拳法で、葉問口訣においても「力由地起」と強くその重要性を説いている。

### 葉問口訣
葉問口訣とは、詠春拳の極意を短文で表したもので、詠春拳を修業する上で守らなければならない課題や理想的な目標を表した格言の事である。以下に中文のまま列記する。
念頭不正，終生不正。〈拳套要求、人生寓意〉
念頭主手〈一說守〉，尋橋主腳〈與步〉。〈練習拳套目的〉
標指不出門。(拳法〉
來留去送，甩手直衝。
撳頭扢尾，撳尾扢頭，中間〈飄〉膀起。
正身子午，側身以膊〈為子午〉。
朝面追形，而〈追形〉不追手，以形補手，以手補形。
力由地起，拳由心發，手不出門〈手不離午〉。
避實擊虛 (遇實則卸，見虛即進）。
畏打〈終〉須打，貪打〈終〉被打。(不畏打，不貪打〉
轉馬手先行，上馬手先行。〈轉馬上馬，樁手先行〉
留情不出手，出手不留情。〈留情不打，打不留情〉
不挑不格，消打同時。

### 葉問派詠春拳を規準としたもの
詠春拳は基本的には短打接近戦の徒手による格闘術体系である。接近戦と手技の細やかさに特徴があり、相手の攻撃を封じて、いち早く相手を打倒することを考えて作られており、競技格闘技とは戦闘行為に対する発想が著しく異なっている。
近距離での打撃に対する防御技術が精緻であり、基礎の拳套である小念頭に含まれる技の約8割は防御技である。ただし防御技・攻撃技と分類のできないものも多い。また相手の動向を察知し制御するという点に重点がおかれ、その攻撃技でも防御技でもない技（概念）を有しており、この二点が武術格闘技として独特のものである。
詠春拳の訓練は、まず套路によって技のパーツとしての手形と身体構造の運用法の基礎を学び、未精練な筋肉運動の改変を行なう。より実戦的な応用や、パーツごとに学んだ手法の整合法は対人練習によって学び、訓練していく。このため、対人訓練には大きなウェイトが置かれる。過手（グォーサオ）と呼ばれる、お互い接手（チプサオ）や雙黐手（セヨンチーサオ）を実施した状態から一定のルールの上で自由に攻防する練習によって、様々の応用技術、戦闘理論、展開原則、歩法、体捌き、位置取りなどを学び、また神経反応の改変と養成、本能的な精神反応の改変させ、また橋手や馬を訓練する。
葉問派の技術的な特徴としては、黐、貼身ということが挙げられる。また短橋狭馬の拳法の中でも、葉問派はより動作を小さく、直線的にまとめてある。ただし、第三段階の標指になるとこの特徴は一変する。

### 詠春拳の技術に関する誤解
詠春拳というとワンインチパンチ（寸打）が有名であるが、詠春拳（または南派少林拳術）の寸打は独特であり、北派拳術の寸勁と同じものとは言えない。また、詠春拳には裏拳や曲線を描く打撃がないように言われることがあるが、実際には掛槌（裏拳）、横拳（フック）、上沖拳（アッパー）、チョップ、各方向からの肘打ち、更には回し蹴り（に似たもの）までもがある。特にチョップと裏拳は肘技に関連しているのでよく使用される。それらの技術は近代格闘技などから流入したものではない。

## 詠春拳を題材とした作品

### 映画
- 洪家拳対詠春拳
- ユン・ピョウ in ドラ息子カンフー
- レディ・ファイター 詠春拳伝説
- イップ・マン 序章、イップ・マン 葉問、イップ・マン 継承、イップ・マン外伝 マスターZ
- イップ・マン 誕生、イップ・マン 最終章
- グランド・マスター

### テレビドラマ
- リアル・カンフー 佛山詠春伝
- 詠春 The Legend of WING CHUN